# Котокель
Котоке́ль — посёлок в Прибайкальском районе Бурятии. Входит в сельское поселение «Гремячинское».

## География
Расположен на юго-западном берегу Котокельского озера в 9 км к юго-востоку от Гремячинска, в 74 км северо-восточнее районного центра — села Турунтаево, в 1 км восточнее Баргузинского тракта.

## История
Основан как пункт приёма рыбы. Позднее — посёлок Байкальского леспромхоза. 

## Население
| 2002 | 2010 |
| ---- | ---- |
| 237  | ↘145 |

## Экономика
Туризм, рыболовство, лесозаготовки.